# Route nationale 521 (Belgique)
Pour les articles homonymes, voir Route nationale 521 (homonymie).
La route nationale belge N521 relie Ogy à Papignies-Lessines.

## Description
Elle parcourt environ 7 kilomètres.

## Localités
- Ogy
- Sarts
- Wannebecq
- Papignies